# Andrew Brown (baseball, 1984)
Pour les articles homonymes, voir Andrew Brown et Brown.
Andrew Marshall Brown (né le 10 septembre 1984 à Carrollton, Texas, États-Unis) est un voltigeur de baseball. Il évolue dans la Ligue majeure de baseball de 2011 à 2014.

## Carrière
Joueur de l'Université du Nebraska à Lincoln, Andrew Brown est repêché en 18e ronde par les Cardinals de Saint-Louis en 2007.
Dans les ligues mineures, il joue au premier but avant de patrouiller le champ extérieur.
Il fait ses débuts dans les majeures avec les Cardinals le 12 juin 2011. Il dispute 11 matchs avec l'équipe et patrouille le champ extérieur chaque fois qu'il est envoyé en défensive. Il réussit son premier coup sûr en carrière le 14 juin contre le lanceur Yunesky Maya, des Nationals de Washington. Ce coup sûr lui permet d'avoir le premier de ses trois points produits dans ce passage chez les Cards. 
Il passe aux Rockies du Colorado le 12 octobre 2011 lorsque cette équipe le réclame au ballottage. Il dispute 46 matchs pour Colorado en 2012, frappant pour ,232 de moyenne au bâton avec 5 circuits et 11 points produits. Après avoir rejoint le club à la mi-juillet, il réussit son premier circuit dans les majeures le 25 août aux dépens du lanceur Manuel Corpas des Cubs de Chicago.
Devenu agent libre après la saison 2012, Brown signe le 2 janvier 2013 un contrat des ligues mineures avec les Mets de New York. Il dispute 87 matchs des Mets en 2013 et 2014 et frappe pour ,216 de moyenne au bâton avec 9 circuits et 31 points produits. 
Le 31 octobre 2014, Brown est réclamé au ballottage par les Athletics d'Oakland. 
En 2015, il s'aligne avec les SK Wyverns, le club d'Incheon dans la KBO en Corée du Sud. En 137 matchs, il frappe 28 circuits, produit 76 points et maintient une moyenne au bâton de ,261.
Le 2 février 2016, Brown signe un contrat des ligues mineures avec les Angels de Los Angeles.